# Cantone di Cognac-2
Il Cantone di Cognac-2 è una divisione amministrativa dell'arrondissement di Cognac.
È stato costituito a seguito della riforma approvata con decreto del 20 febbraio 2014, che ha avuto attuazione dopo le elezioni dipartimentali del 2015.

## Composizione
Comprende parte della città di Cognac e i 6 comuni di:
- Ars
- Châteaubernard
- Gimeux
- Javrezac
- Merpins
- Saint-Laurent-de-Cognac